# Saison 2021-2022 du Sporting Club de Bastia
Dernière mise à jour : 30 octobre 2016.
Chronologie
Saison précédente Saison suivante
La saison 2021-2022 du Sporting Club de Bastia est la dix-huitième saison du club corse de football en Ligue 2, la deuxième division française de football.

## Saison 2021-2022

### Ligue 2

#### Classement
| Rang | Équipe              | Pts | J  | G  | N  | P  | Bp | Bc | Diff |
| ---- | ------------------- | --- | -- | -- | -- | -- | -- | -- | ---- |
| 10   | Pau FC              | 49  | 38 | 14 | 7  | 17 | 41 | 49 | −8   |
| 11   | Dijon FCO R         | 47  | 38 | 13 | 8  | 17 | 48 | 53 | −5   |
| 12   | SC Bastia P         | 46  | 38 | 10 | 16 | 12 | 38 | 36 | +2   |
| 13   | Chamois niortais FC | 46  | 38 | 12 | 10 | 16 | 39 | 42 | −3   |
| 14   | Amiens SC           | 44  | 38 | 9  | 17 | 12 | 43 | 4  | +39  |